# The Night of the Headless Horseman
The Night of the Headless Horseman es una película de animación y terror de 1999, dirigida por Shane Williams, que a su vez la escribió junto a John Shirley, está basada en la obra The Legend of Sleepy Hollow de Washington Irving, musicalizada por Simon Sargon y los protagonistas son Jeff Bennett, Clancy Brown y Tia Carrere, entre otros. El filme fue realizado por CAT Studios, Cinematek y Computer Animated Technologies, se estrenó el 28 de octubre de 1999.

## Sinopsis
El nuevo maestro del colegio se enamora rápidamente de Katrina Van Tassel, pero tiene que luchar por su amor con otro hombre. Aunque su obstáculo más grande no es él, hay alguien, o algo, que transformara su vida definitivamente.